# Bebop
Bebop neboli bop je forma jazzu charakterizovaná spíše tempem a improvizacemi než melodií. Vznikl na začátku až v polovině čtyřicátých let dvacátého století, později se z něj kombinací s dalšími hudebními styly vyvinul Hard bop. Samotné slovo bebop je napodobením klasické fráze o dvou notách, která uvozuje začátek sóla nebo končí celou skladbu.

## Historie
Vznik bebopu jako samostatného hudebního stylu je všeobecně přisuzován Dizzy Gillespiovi, Charlie Parkerovi, Thelonious Monkovi, Kenny Clarkeovi a dalším, kteří se po oficiálních koncertech rádi účastnili různých jamů. Minton's Playhouse v Harlemu byl spolu s mnoha jazzovými kluby na západě New Yorku důležitým místem, kde mohli jazzoví hudebníci improvizovat dle libosti, neomezováni publikem, které neočekávalo uhlazené taneční verze populárních písní.
Hudebníci předchozí éry swingu jsou často označováni jako obzvláště důležití pro vývoj bebopu, např. saxofonisté Coleman Hawkins a Lester Young, trumpetista Roy Eldridge a kytarista Charlie Christian.
Tento vývoj byl značně urychlen v roce 1943 během zákazu nahrávání způsobeného vnitřními spory v American Federation of Musicians.
Po zákazu se zničehonic bop představil publiku, psal se rok 1945; reakcí bylo, alespoň u části posluchačů, naprosté nepochopení. Bebop nikdy nedosáhl popularity swingu, a mnoha současníky byl kritizován za přílišnou techničnost. Gillespie prý řekl, že tento nápor na techniku hraní byl přesně jeho záměrem, aby vyzdvihl úroveň hudby tam, kde by se mohli podílet jen ti nejlepší hudebníci. V Československu se bebopu jako první věnovala kapela Rytmus 48 (podle letopočtu se měnilo číslo v názvu).
I přesto, že Louis Armstrong (spolu s dalšími staršími jazzmany) vyjádřil k bebopu odpor, byl vážen mnoha jeho představiteli, kteří občas „citovali“ Armstrongovy hudební fráze začleňováním částí jeho nahraných improvizací do vlastních skladeb.

## Styl
Mnohé bebopové melodie byly založeny na pouhých změnách akordů z populárních písní, což umělcům umožňovalo vyhnout se poplatkům za autorská práva. Variace na akordy písně „I Got Rhythm“ od George Gershwina byly tak časté, že se jim začalo říkat prostě „Rhythm Changes“. Jazzoví hudebníci vždycky předváděli improvizovaná sóla při změnách akordů, ale psaní zcela nových skladeb založených na existujících akordech bylo novinkou.
Bebop se drasticky odlišil od maximálně organizovaných skladeb a „poctivého chodu 4/4“ swingové éry, a stal se místo toho charakteristický svým rychlým tempem, komplexními souzvuky, složitými melodiemi, a zjednodušením rytmické sekce. Samotná hudba byla uším publika, které bylo zvyklé na uhlazené organizované taneční melodie, podobné těm Goodmanovým či Millerovým během éry swingu, téměř cizí. Mnoha lidem se zdálo, že bebop zní uspěchaně, nervózně a často roztříštěně. Všechno bylo zhuštěné, a kromě těch absolutně nezbytných nebyly zapisovány žádné noty. Unisono bývají hrány jen začátky a konce skladeb, přičemž jejich těla jsou tvořena improvizovanými sóly. Tato sóla byla hrána i tradičně „ne-sólovými“ nástroji, jako jsou např. bicí.
Typické bebopové kombo se skládalo z kontrabasu, bicí soupravy, piana a dvou dechových nástrojů (nejčastěji trubky a saxofonu). Pravděpodobně nejklasičtější bopové složení čtyřicátých let bylo Charlie Parker na altsaxofon, Dizzy Gillespie na trubku, Max Roach na bicí, Percy Heath na basu a Bud Powell na piano.